# Maria von Beilstein
De Maria von Beilstein is een Duits passagiersschip van de rederij Gebr. Kolb. dat sinds 1967 actief is op de Moezel. Het schip wordt ingezet voor toeristische vaarten tussen verschillende bestemmingen langs de rivier.

## Geschiedenis
De Maria von Beilstein werd in 1967 gebouwd door scheepswerf Fritz Bausch in Köln-Deutz, Duitsland. Sinds de ingebruikname verzorgt het schip rondvaarten op de Moezel, waarbij het passagiers vervoert tussen plaatsen zoals Cochem en Koblenz. Het schip is vernoemd naar het pittoreske stadje Beilstein, een populaire bestemming aan de Moezel.

## Technische specificaties
De Maria von Beilstein is een 32,30 meter lang en 6,65 meter breed passagiersschip met een diepgang van 1,15 meter en een tonnage van 83 ton. Het schip heeft twee dekken en biedt plaats aan 250 passagiers. Aangedreven door een MAN-motor met 360 pk, is het geregistreerd onder ENI-nummer 04303640, MMSI-nummer 211356868 en roepletters DC2489, met Cochem als thuishaven en Briedern als haven van registratie.

## Faciliteiten aan boord
De Maria von Beilstein beschikt over diverse faciliteiten om het comfort van de passagiers te waarborgen. Op het gesloten hoofddek bevinden zich toiletten en een bar. Het halfopen dek biedt passagiers de mogelijkheid om tijdens de vaart van het landschap te genieten.

## Routes en diensten
Het schip verzorgt voornamelijk toeristische rondvaarten op de Moezel. De exacte routes en dienstregelingen kunnen variëren, afhankelijk van het seizoen en de vraag. Passagiers kunnen genieten van het schilderachtige landschap langs de Moezel en stops maken in historische stadjes en wijndorpen.